# KRC Genk in het seizoen 2010/11
Een overzicht van KRC Genk in het seizoen 2010/11, waarin de club voor de derde keer landskampioen werd.

## Spelerskern
| Nr.           | Naam                 | Nationaliteit | Geboortedatum | Vorige club                  |
| ------------- | -------------------- | ------------- | ------------- | ---------------------------- |
| Keepers       |                      |               |               |                              |
| 25            | Koen Casteels        | België        | 25-06-1992    | /                            |
| 26            | László Köteles       | Hongarije     | 01-09-1984    | 2007-2009 Diósgyőri          |
| 28            | Thibaut Courtois     | België        | 11-05-1992    | /                            |
| 32            | Gilles Lentz         | België        | 01-02-1992    | /                            |
| Verdedigers   |                      |               |               |                              |
| 2             | Dimitri Daeseleire   | België        | 18-05-1990    | /                            |
| 4             | Torben Joneleit      | Duitsland     | 17-05-1987    | 2008-2009 Sporting Charleroi |
| 5             | Eric Matoukou        | Kameroen      | 08-07-1983    | 2002-2003 Heusden-Zolder     |
| 11            | Anthony Vanden Borre | België        | 24-10-1987    | 2009-2010 Portsmouth         |
| 16            | Anele Ngcongca       | Zuid-Afrika   | 21-10-1987    | 2003-2007 FC Fortune         |
| 17            | Chris Mavinga        | Frankrijk     | 26-05-1991    | 2010-2011 Liverpool          |
| 20            | Nadson               | Brazilië      | 18-10-1984    | 2005-2010 Sheriff Tiraspol   |
| 24            | Timothy Durwael      | België        | 24-02-1991    | /                            |
| 30            | João Carlos 1        | Brazilië      | 01-01-1982    | 2004-2008 KSC Lokeren        |
| 33            | Daniel Pudil         | Tsjechië      | 27-09-1985    | 2007-2008 Slavia Praag       |
| Middenvelders |                      |               |               |                              |
| 3             | Leroy Labylle        | België        | 11-03-1991    | /                            |
| 6             | David Hubert 2       | België        | 12-02-1988    | /                            |
| 7             | Fabien Camus         | Tunesië       | 28-02-1985    | 2005-2009 Sporting Charleroi |
| 8             | Dániel Tőzsér        | Hongarije     | 12-05-1985    | 2006-2008 AEK Athene         |
| 14            | Kevin De Bruyne      | België        | 28-06-1991    | /                            |
| 19            | Thomas Buffel        | België        | 19-02-1981    | 2008-2009 Cercle Brugge      |
| 21            | Dugary Ndabashinze   | Burundi       | 08-10-1989    | 2007 Atlético de Conakry     |
| 22            | Maurizio Aquino      | België        | 01-03-1990    | /                            |
| 35            | Anthony Limbombe     | België        | 15-07-1994    | /                            |
| Aanvallers    |                      |               |               |                              |
| 9             | Jelle Vossen         | België        | 22-03-1989    | 2009-2010 Cercle Brugge      |
| 18            | Elyaniv Barda        | Israël        | 15-12-1981    | 2005-2007 Hapoel Tel Aviv    |
| 27            | Kennedy Nwanganga    | Nigeria       | 15-08-1990    | 2009-2011 Inter Turku        |
| 31            | Marvin Ogunjimi      | België        | 12-10-1987    | 2007-2008 RKC Waalwijk       |

### Technische staf
|                    |                   |                 |
| Functie            | Naam              | Nationaliteit   |
| Coach              | Frank Vercauteren | België          |
| Assistent-coach    | Pierre Denier     | België          |
| Assistent-coach    | Hans Visser       | Nederland       |
| Keeperstrainer     | Guy Martens       | België          |
| Ploegafgevaardigde | Tony Greco        | Italië / België |

## Resultaten
Een overzicht van de competities waaraan Genk in het seizoen 2010-2011 deelnam.
| Seizoen 2010/11    | Seizoen 2010/11 | Seizoen 2010/11    |
| Competitie         | Resultaat       | Uitgeschakeld door |
| ------------------ | --------------- | ------------------ |
| Jupiler Pro League | Kampioen        |                    |
| Beker van België   | 1/8 finale      | Standard Luik      |
| Europa League      | Play-off        | FC Porto           |

## Uitrustingen
Shirtsponsor(s): Euphony / Carglass / Vasco / Echo

Sportmerk: Nike
| Thuis | Uit | Doelman | Doelman |

## Transfers

### Zomer
| Naam            | Nationaliteit | Van/naar              | Type       |
| --------------- | ------------- | --------------------- | ---------- |
| Inkomend        |               |                       |            |
| Moussa Koita    | Frankrijk     | Sporting Charleroi    | Einde huur |
| Jelle Vossen    | België        | Cercle Brugge         | Einde huur |
| Pieter Nys      | België        | Fortuna Sittard       | Einde huur |
| Uitgaand        |               |                       |            |
| Pieter Nys      | België        | Oud-Heverlee Leuven   | Verkocht   |
| Moussa Koita    | Frankrijk     | Tsjernomorets Boergas | Verkocht   |
| Stein Huysegems | België        | Roda JC               | Verkocht   |
| Istvan Bakx     | Nederland     | FC Den Bosch          | Verkocht   |
| Tiago Silva     | Brazilië      | Juventude             | Verkocht   |
| Balázs Tóth     | Hongarije     | VVV-Venlo             | Verkocht   |
| Davino Verhulst | België        | Willem II             | Huur       |
| Samuel Yeboah   | Ghana         | Beitar Jeruzalem      | Huur       |
| Orlando         | Brazilië      | Sporting Charleroi    | Einde huur |

### Winter
| Naam                 | Nationaliteit | Van/naar           | Type     |
| -------------------- | ------------- | ------------------ | -------- |
| Inkomend             |               |                    |          |
| Anthony Vanden Borre | België        | Genoa              | Gekocht  |
| Kennedy Nwanganga    | Nigeria       | Inter Turku        | Gekocht  |
| Nadson               | Brazilië      | Sheriff Tiraspol   | Gekocht  |
| Chris Mavinga        | Frankrijk     | Liverpool          | Huur     |
| Uitgaand             |               |                    |          |
| Leroy Labylle        | België        | Standard Luik      | Verkocht |
| João Carlos          | Brazilië      | Anzji Machatsjkala | Verkocht |

## Jupiler Pro League

### Klassement reguliere competitie
| Pl. | Club               | GW | W  | V  | G  | GV | GT | Ptn. | Kwalificatie of degradatie |
| --- | ------------------ | -- | -- | -- | -- | -- | -- | ---- | -------------------------- |
| 1   | RSC Anderlecht     | 30 | 19 | 3  | 8  | 58 | 20 | 65   | Play-off I                 |
| 2   | KRC Genk           | 30 | 19 | 4  | 7  | 64 | 27 | 64   | Play-off I                 |
| 3   | AA Gent            | 30 | 17 | 7  | 6  | 59 | 42 | 57   | Play-off I                 |
| 4   | Club Brugge        | 30 | 16 | 9  | 5  | 60 | 35 | 53   | Play-off I                 |
| 5   | KSC Lokeren        | 30 | 13 | 6  | 11 | 43 | 36 | 50   | Play-off I                 |
| 6   | Standard Luik      | 30 | 15 | 11 | 4  | 50 | 38 | 49   | Play-off I                 |
| 7   | KV Mechelen        | 30 | 13 | 8  | 9  | 34 | 30 | 48   | Play-off II                |
| 8   | KVC Westerlo       | 30 | 11 | 11 | 8  | 41 | 40 | 41   | Play-off II                |
| 9   | Cercle Brugge      | 30 | 11 | 13 | 6  | 33 | 34 | 39   | Play-off II                |
| 10  | KV Kortrijk        | 30 | 11 | 14 | 5  | 36 | 39 | 38   | Play-off II                |
| 11  | SV Zulte Waregem   | 30 | 7  | 11 | 12 | 39 | 41 | 33   | Play-off II                |
| 12  | Sint-Truidense VV  | 30 | 8  | 17 | 5  | 20 | 51 | 29   | Play-off II                |
| 13  | Germinal Beerschot | 30 | 5  | 14 | 11 | 24 | 40 | 26   | Play-off II                |
| 14  | Lierse SK          | 30 | 4  | 14 | 12 | 26 | 58 | 24   | Play-off II                |
| 15  | KAS Eupen          | 30 | 5  | 17 | 8  | 28 | 50 | 23   | Play-off III               |
| 16  | Sporting Charleroi | 30 | 4  | 19 | 7  | 20 | 54 | 19   | Play-off III               |

### Play-off I
|    | Pl. | Club           | PR  | P  | W | V | G | +  | -  | Ptn | Kwalificatie europees voetbal          |
| -- | --- | -------------- | --- | -- | - | - | - | -- | -- | --- | -------------------------------------- |
| K  | 1   | KRC Genk       | 32  | 10 | 6 | 3 | 1 | 16 | 12 | 51  | 3e voorronde CL (kampioenenspoor)      |
| CL | 2   | Standard Luik  | 25* | 10 | 8 | 0 | 2 | 18 | 6  | 51  | 3e voorronde CL (niet-kampioenenspoor) |
| EL | 3   | RSC Anderlecht | 33* | 10 | 3 | 5 | 2 | 14 | 16 | 44  | play-off ronde EL                      |
| EL | 4   | Club Brugge    | 27* | 10 | 4 | 2 | 4 | 13 | 6  | 43  | 3e voorronde EL                        |
|    | 5   | AA Gent        | 29* | 10 | 0 | 6 | 4 | 9  | 22 | 33  |                                        |
|    | 6   | KSC Lokeren    | 25  | 10 | 1 | 6 | 3 | 9  | 17 | 31  |                                        |

PR: gehalveerde punten na reguliere competitie P: gespeelde wedstrijden; W: winst; V: verlies; G: gelijkspel; +: doelpunten voor; -: doelpunten tegen, Ptn: puntentotaal
K: kampioen en voorronde champions league; CL: voorronde champions league; EL: voorronde europa league

## Individuele prijzen
| Prijs                | Winnaar           |
| -------------------- | ----------------- |
| Keeper van het Jaar  | Thibaut Courtois  |
| Trainer van het Jaar | Frank Vercauteren |

## Afbeeldingen

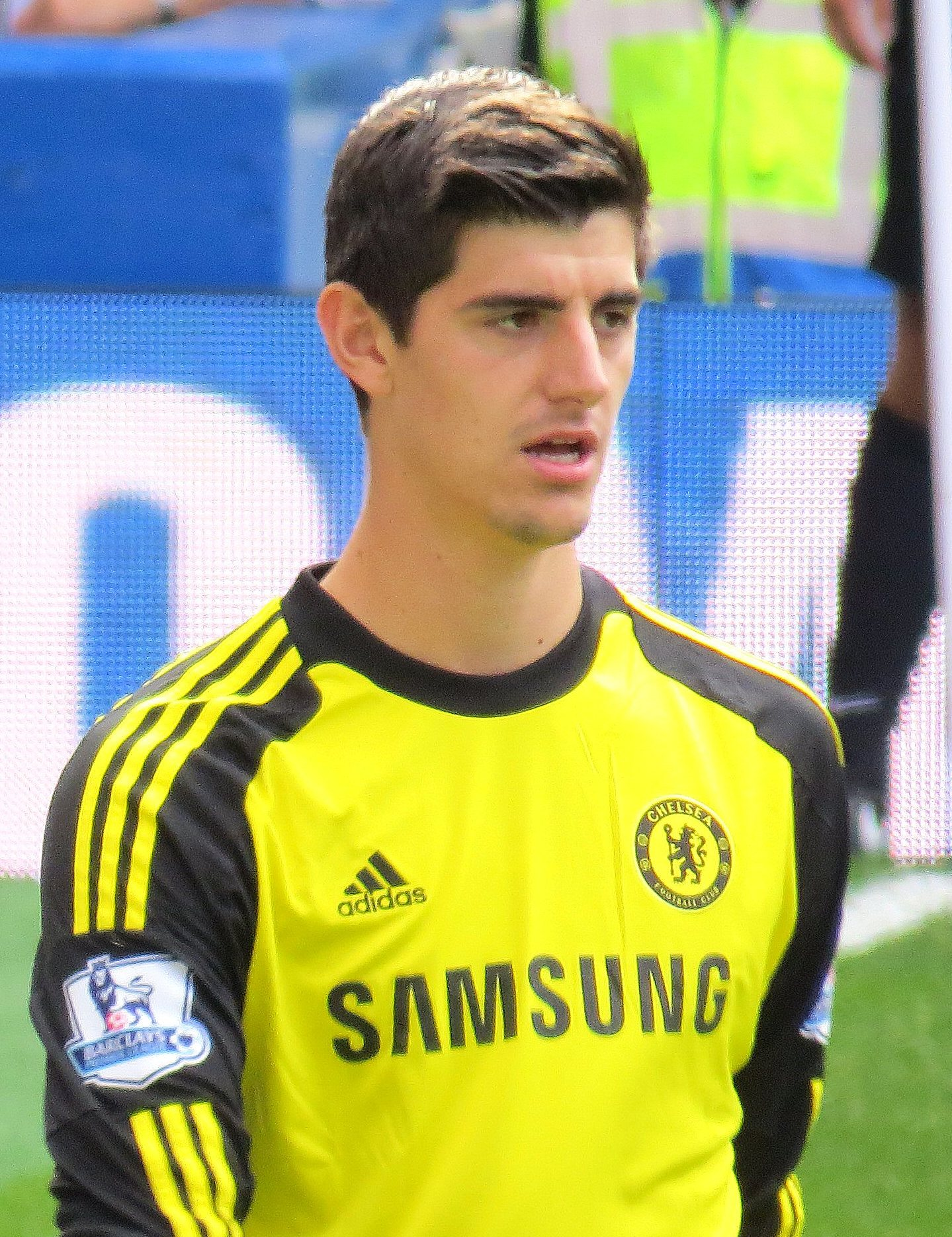
Thibaut Courtois (doelman)
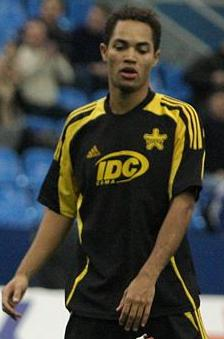
Nadson (verdediger)
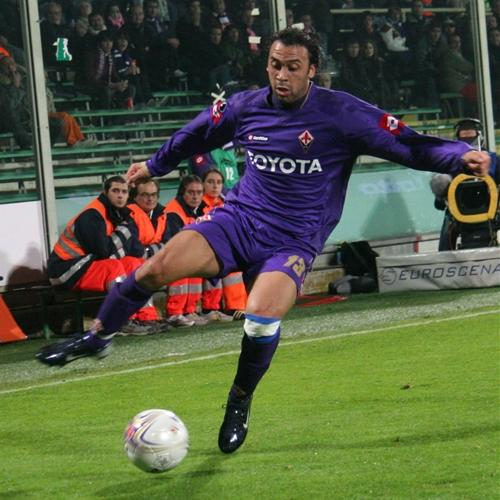
Anthony Vanden Borre (verdediger)
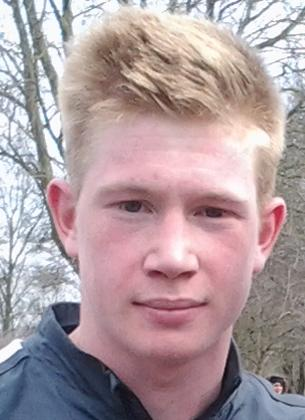
Kevin De Bruyne (middenvelder)
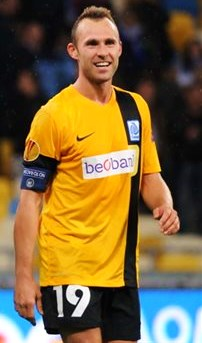
Thomas Buffel (middenvelder)
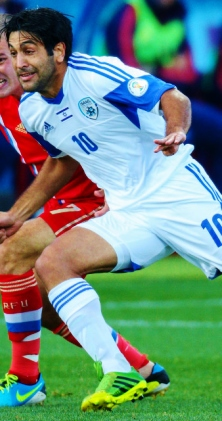
Elyaniv Barda (aanvaller)
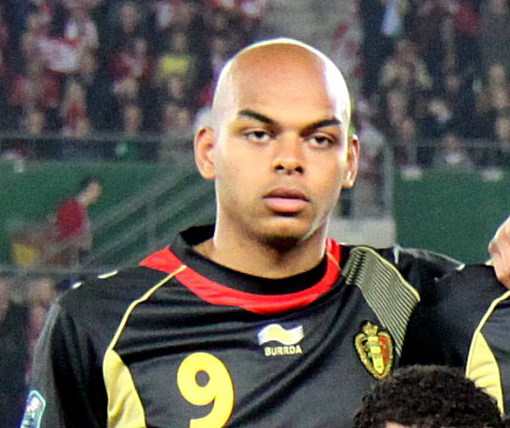
Marvin Ogunjimi (aanvaller)
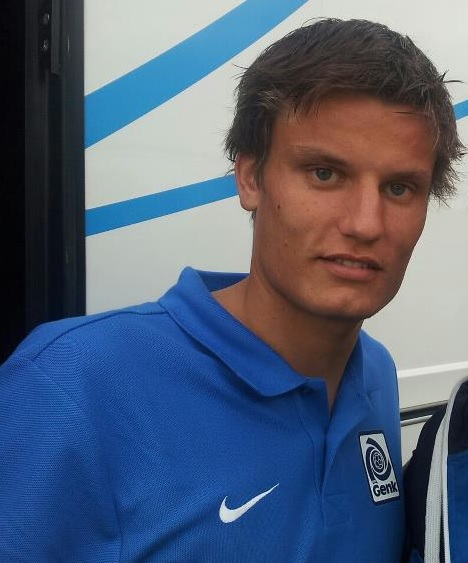
Jelle Vossen (aanvaller)